# Mylau
Mylau là một đô thị ở huyện Vogtland, bang tự do Sachsen, Đức. Đô thị Mylau có diện tích 4,73 km², dân số thời điểm ngày 31 tháng 12 năm 2006 là 2931 người. Myalau có cự ly 6 km về phía đông nam Greiz, và 20 km về phía tây nam Zwickau.